# 우치하 사스케
우치하 사스케(일본어: うちは サスケ)는 만화 《나루토》의 등장인물이다.
나뭇잎 마을의 유서깊은 명문 닌자 가문인 우치하 일족이자, 나뭇잎 마을 경무부대 대장인 우치하 후가쿠와 상급닌자 우치하 미코토의 차남이다. 형은 천재닌자로 유명한 우치하 이타치이다. 본래는 가족과 평화로운 나날을 보내며 닌자를 동경하던 평범한 소년이었지만, 형 이타치가 나뭇잎 마을에 살고 있던 사스케를 제외한 우치하 일족을 모조리 몰살해버린 사건을 겪은 이후 인생이 달라지게 된다. 일족을 몰살한 이타치에게 깊은 적개심을 품고 있으며, 형을 자신의 손으로 죽여 복수하고 일족을 부흥시키겠다는 야망을 품고 있다.

## 혈계한계
사륜안

## 1부

### 중급시험과 탈주
나뭇잎 마을에서 열리는 중급닌자 시험에서 우수한 모습을 보이며 마을 상층부의 주목을 받지만, 사스케의 사륜안을 탐내던 오로치마루에 의해 몸에 주인이 심어지고 인술 사용에 제약을 받는 등 많은 고생을 한다. 카카시의 도움으로 주인의 폭주를 억제할 수 있게 된 뒤, 카카시의 오리지널 인술인 치도리를 배운다.
제 7반으로 활동하며 어두운 마음을 잠시 달래던 사스케는 오로치마루의 《나뭇잎 부수기》때 폭주한 가아라와 대등하게 싸우고, 폭발적으로 성장하는 나루토에게 열등감을 느끼기 시작한다. 그 후 나뭇잎 마을을 방문한 우치하 이타치와 대면하게 되고 일시에 당하며 힘의 격차를 절감하고 절망한다. 치료 끝에 깨어나서도 병원에서 나루토와의 대결을 자초하는 등 초조한 모습을 보인다. 결국 현재 상태로는 복수를 이룰 수 없다는 판단을 하고, 강한 힘을 선사해 주겠다는 오로치마루의 제안을 전달하러 나타난 소리마을 4인방의 유혹에 넘어가 나뭇잎 마을을 탈주하고 만다.
이를 저지하기 위하여 나뭇잎 마을에선 나루토를 필두로 닌자학교 동기들이 뒤를 추격하지만 소리닌자 4인방과 키미마로의 방해로 인하여 실패한다. 나루토가 사스케를 막기 위하여 종말의 계곡에서 사투를 벌이지만 결국 패배하고 만다.

## 질풍전

### 《뱀》의 결성
오로치마루 아래에 들어간 사스케는 3년간 크게 성장한다. 오로치마루에게서 더 이상 얻을 것이 없다고 판단한 사스케는 오로치마루에게 기습공격을 감행하고 오로치마루는 전생의식을 펼쳤으나 사스케의 의식이 이공간을 침식하여 오로치마루가 사스케에게 삼켜져 버렸다. 그 뒤 사스케는 오로치마루의 비밀 기지에 있던 호즈키 스이게츠, 우즈마키 카린, 주고를 데리고 《뱀》이라는 소대를 결성하여 이타치에게 복수하기 위한 본격적인 행보를 시작한다. 아카츠키의 데이다라-토비 콤비와 싸우며 죽을 고비를 넘기는 등 우여곡절이 많았지만 이타치와 대면하는데 성공한다. 이타치의 최강 동술인 만화경 사륜안에 고전하며 밀리지만, 기발한 전략과 센스로 대등한 수준의 싸움을 이어나간다. 결국 이타치가 쓰러지고 그토록 염원하던 일족의 복수를 이루는데 성공한다.

### 《매》
이타치와의 싸움 후, 자신을 우치하 마다라라고 주장하는 토비에게 이타치와 나뭇잎 마을 상층에 관계된 비밀을 듣고, 그 누구보다도 동생과 마을을 끔찍이 사랑했던 이타치의 사정을 알게 된다. 이러한 진실에 절망하고 분노한 사스케는 이타치에게 일족을 몰살하라는 명령을 내렸던 나뭇잎 마을 상층부, 특히 시무라 단조를 향하여 증오를 불태우게 된다. 이타치의 죽음으로 증오와 슬픔을 느낀 사스케는 만화경 사륜안을 개안하여 강력한 동력을 손에 넣게 되었고, 소대의 이름을 《매》로 바꾼 뒤 나뭇잎 마을을 부순다는 목표를 세운다.

### 아카츠키 가입, 단조와의 대결
나뭇잎 마을에 복수하겠다는 목표를 세운 사스케는 아카츠키에 가입하고 리더인 토비의 말대로 구름마을 8미의 인주력인 킬러비를 습격하여 생포한다. 이 사건으로 모든 닌자세계에 대대적으로 알려지며 공공의 적으로 낙인찍히게 되었고, 이를 계기로 5카게 회담이 열리게 된다. 킬러 비와의 싸움에서 입은 상처를 치료한 사스케는 토비로부터 페인 육도가 나뭇잎 마을을 이미 폐허로 만들어 버렸으며 5대 호카게는 혼수 상태에 빠졌고, 이타치의 원수인 단조가 6대 호카게로 등극했다는 사실을 듣게 된다. 단조는 철의 나라에서 열리는 5카게 회담에 가는 중이였고, 사스케는 단조를 죽이기 위해 목적지를 나뭇잎 마을에서 철의 나라로 변경한다. 이후 5카게 회담장에 침입한 사스케는 동생을 납치한 주범이라며 덤벼드는 라이카게 킬러에이와 싸우며 아마테라스와 스사노오를 다루는 방법을 마스터하게 된다. 그러는 사이, 단조는 어디론가 도주한 뒤였고 사스케는 카게들의 압도적인 실력에 밀려 거의 죽을 위기에 놓이지만 토비의 시공간인술에 의하여 목숨을 건진 후 카린의 도움으로 회복에 성공한다. 이후 사스케는 회담장에서 도주한 단조를 추격끝에 형 이타치의 원수인 단조와 대면하게 되고 치열한 대결을 벌이게 된다. 초대 호카게 센쥬 하시라마의 세포를 채취하여 오른팔에 이식함과 동시에 이타치가 일족을 몰살시킨 그날 밤 죽은 우치하 일족의 눈 10개를 강탈하여 팔에 이식하고 이타치의 친구 우치하 시스이의 사륜안을 가진 단조와 치열한 대결을 벌인다. 우치하 시스이의 최강환술의 사륜안과 팔에 박힌 사륜안으로 금술인 이자나기를 사용하는 단조의 인술에 고전하지만, 순간의 환술을 이용한 속임수를 바탕으로 단조를 반죽음 상태로 만드는데 성공한다. 모든 이점을 빼앗긴 단조는 시스이의 사륜안을 내보이며 카린을 인질로 잡지만 사스케는 카린과 함께 단조의 급소를 찔러 버린다.

### 이터널 만화경 사륜안 개안과 이타치와의 재회
토비에게 이타치의 만화경 사륜안을 이식받고 장기간 휴식을 취한 사스케는 이터널 만화경 사륜안을 개안한다. 새로운 스사노오를 시험하고자 하얀 제츠를 스사노오의 능력으로 소멸시킨 후 밖으로 나와 제4차 인계대전의 전장으로 뛰어든다. 나루토를 죽이기 위해 전장을 누비던 사스케는 야쿠시 카부토의 예토전생으로 부활한 이타치와 우연히 만나게 된다. 사스케는 이타치와의 대화를 통해 진실을 알고 싶어하지만, 이타치는 우선 카부토를 막기 위해 향하고 사스케는 이타치를 따라간다. 마침내 이타치와 함께 카부토를 발견하고 죽이려고 하지만 예토전생을 막아야 하기 때문에 저지 당한다. 이타치의 방법을 이용해 예토전생을 푸는 방법에 동의하고 모든 것에 대한 설명을 듣는 조건 하에 이타치와 함께 공투를 한다. 이후 이타치와의 멋진 연계 플레이로 카부토를 막는데 성공한다. 이타치는 소멸하면서 마지막으로 자신의 기억을 사스케에게 보여주며 네가 앞으로 어떻게 되든 나는 너를 항상 사랑한다는 말과 함께 작별을 고한다.

### 인계대전에서
형과의 대화와 기억으로 일족은 무엇이며 마을은 무엇이고, 닌자는 또 무엇인가에 회의감을 느끼던 사스케는 스이게츠, 쥬고와 재회한다. 그들로부터 마다라의 예토전생은 아직 끝나지 않았다는 말을 듣고, 스이게츠가 넘겨준 자료를 읽은 뒤 모든 것을 알고 있는 자를 만나야 겠다고 말한 후 오로치마루를 봉인 해제 시킨다. 나뭇잎 마을의 나카노 신사에 들려서, 오로치마루의 예토전생으로 부활한 전대 호카케들과 대면한다. 호카게들에게서 닌자역사의 과거와 모든 것을 듣고 난 후, 이타치가 지키려고 했던것을 헛되이 할 수 없다며 나뭇잎 마을을 지키겠다고 마음을 돌린 후 전장에서 나루토와 합류한다.
전장에서 오비토를 조종하여 윤회천생술로 완전히 부활하게 된 마다라와의 전투 중 사스케는 죽을 위험에 처했지만, 자신의 내면세계에서 오오츠츠키 하고로모(육도선인)을 만나게 된다. 사스케는 육도선인에게 음의 차크라를 받게 되어 죽을 위험에서 벗어나고 윤회안을 개안하게 된다.

### 나루토와의 최종결전
인계대전 종결후 사스케는 오카게를 처형하고 자신이 호카게가 되어 닌자세계를 바꾸겠다는 주장을 퍼붓고,지폭천성 으로 모든 미수들을 봉인한다. 사스케에 행동에 분노한 나루토와 종말의 계곡에서 마지막싸움을 벌인다. 나루토와 사스케는 서로 격렬하게 밀어붙히며 치열한 전투를 벌이다 사스케에 완전체 스사노오와 나루토의 쿠라마가 날린 공격이 부딪히고 결국엔 엄청난 폭발로 둘은 힘이 거의 바닥난채 땅으로 추락한다. 그리고 육탄전에 돌입해 서로 주먹질을 하며 치고박고 싸우다 둘은 치도리와 나선환 으로 마지막 일격을 날린다. 이여파로 둘은 한쪽팔이 날아가고 사스케는 자신의 패배를 인정하며 화해하게된다. 그리고 나루토와 사쿠라,카카시의 배웅을 받으며 속죄를 위한 먼여행을 떠난다.

## 보루토
하루노 사쿠라와 결혼을 하여 딸 우치하 사라다를 자녀로 두고 있다.
우즈마키 보루토의 스승이 되어 보루토를 성장시킨다.
사스사쿠는 진짜 사랑이다